# Paratettix schochi
Paratettix schochi är en insektsart som beskrevs av Bolívar, I. 1887. Paratettix schochi ingår i släktet Paratettix och familjen torngräshoppor. Inga underarter finns listade i Catalogue of Life.